# Моргенго (Новара)
Моргенго је насеље у Италији у округу Новара, региону Пијемонт.
Према процени из 2011. у насељу је живело 59 становника. Насеље се налази на надморској висини од 190 м.